# Pablo Solón
Pablo Solón Romero es un activista y diplomático boliviano. Formó parte del gobierno presidido por Evo Morales con diferentes responsabilidades desde 2006 a 2011. De 2009 a 2011 fue embajador del Estado Plurinacional de Bolivia ante las Naciones Unidas. De 2012 a 2015 fue director Ejecutivo de la ONG Focus on the Global South, un grupo de reflexión activista, con sede en Bangkok. En julio de 2015 dimitió para regresar a Bolivia. En la actualidad es director de la Fundación Solón y lidera el  "Observatorio Boliviano de Cambio Climático y Desarrollo".

## Trayectoria
Hijo del muralista boliviano Walter Solón Romero que cultivó el arte social, Pablo Solón se implicó como activista durante años en diferentes organizaciones sociales, movimientos indígenas, sindicatos de trabajadores, asociaciones estudiantiles, de derechos humanos y organizaciones culturales en Bolivia entre ellas la Fundación Solón que inicia en 1994 con su padre en la que se combina el arte con la crítica social, la imagen con el análisis y se debate sobre los derechos de la naturaleza y del agua, los tratados de libre comercio, la democracia, etc.
En 2006 con el gobierno del presidente Evo Morales, se desempeñó como embajador representante plenipotenciario para temas de Integración y Comercio, secretario de la Unión de Naciones Suramericanas (UNASUR) (diciembre de 2006-mayo de 2008) y fue delegado en la Comisión de Reflexión Estratégica para la Integración de América del Sur (2006).
En 2009, impulsa resoluciones sobre el Derecho Humano al Agua, la Día de la Madre Tierra Internacional, Armonía con la Naturaleza, los Derechos de los Pueblos Indígenas y una defensa muy fuerte de las políticas "controvertidas" del gobierno boliviano respecto a sus aliados políticos en la región. Solón fue especialmente activo en las negociaciones sobre cambio climático en el marco de la UNFCCC, y ayudó a organizar la Conferencia Mundial de los Pueblos sobre el Cambio Climático celebrada en Cochabamba, en 2010.
En la Conferencia de Naciones Unidas sobre Cambio Clomático de 2010 defendió la firme posición de Bolivia.
En diciembre de 2011 participó en la Conferencia de la ONU sobre Cambio Climático de Durban y abogó por el cambio de relación con la naturaleza defendiendo el restablecimiento de la armonía. Sobre los límites de la "economía verde", declaró: «La relación actual con la naturaleza es a través del mercado. El problema con la economía verde es que ellos están diciendo el capitalismo ha fracasado porque no hemos puesto un precio a la naturaleza. La lógica es que no se toma el cuidado de lo que no tiene un precio. Tenemos que cambiar el paradigma de cómo nos relacionamos con la Madre Tierra. No es un problema de la compensación, es de la restauración. La economía verde incluirá un modo seguro de que si su propiedad se daña el medio ambiente va a ser compensado. Necesitamos un tribunal de ciudadanos por el medio ambiente ».
En abril de 2012, Solón asumió la dirección ejecutiva de la ONG con sede en Bangkok Focus on the Global South, donde continuó trabajando en la lucha contra el cambio climático y la promoción de la Declaración sobre los Derechos de la Madre Tierra. En septiembre de 2012, participó en varios talleres de la Universidad de Verano de la ONG altermundista Attac en Toulouse (Francia). En julio de 2015 dimitió de Focus on the Global South para regresar a Bolivia.
En la actualidad dirige la Fundación Solón y continúa su activismo desde el "Observatorio Boliviano de Cambio Climático y Desarrollo" contra el extractivismo, la defensa de la energía solar, la lucha contra los transgénicos y contra el cambio climático, planteando la oportunidad de fortalecer las organizaciones sociales y mantener la autocrítica desde el poder. También es crítico con el gobierno de Evo Morales denunciando que aplica un tradicional modelo desarrollista del pasado.
En 2016 publicó el libro ¿Es posible vivir bien? Reflexiones a Quema Ropa sobre Alternativas Sistémicas analizando el proceso de construcción del concepto del Vivir Bien, evaluar lo que ha sido su implementación en Bolivia y Ecuador y plantear los retos tras una década de gobiernos progresistas en los Andres. ¿Es posible el Vivir Bien más allá de la comunidad indígena? plantea Solón.
En la actualidad es un crítico contestatario de la política ejercida por el gobierno de Evo Morales, activista asiduo del programa "Cabildeo", se destaca por su posicionamiento ecologista.

## Premios
- 2011 Ganador del Premio Internacional de Derechos Humanos 2011 otorgado por la ONG Global Exchange.

## Publicaciones
- ¿Es posible vivir bien? Reflexiones a Quema Ropa sobre Alternativas Sistémicas (2016) Fundación Solón.[5]